# Siemens Wind Power
|  | Flytteforslag Denne side er foreslået flyttet til Siemens Gamesa Renewable Energy A/S. Klik her for at se flytteforslaget. |

 For alternative betydninger, se Siemens.
Siemens Gamesa Renewable Energy A/S (før 2018 Siemens Wind Power A/S) er det danske datterselskab til vindmølleproducenten Siemens Gamesa. Virksomheden har hovedkvarter i Brande. Siemens Gamesa beskæftiger sig med udvikling, produktion, salg og servicering af vindmøller og vindmølleparker. Flest medarbejdere er ansat på hovedsædet i Brande, og omkring 800 medarbejdere på vindmøllevingefabrikken i Aalborg. I Brande produceres offshore-naceller med nav.

## Historie
Siemens AG opkøbte 1. december 2004 det tidligere Bonus Energy A/S, hvorefter Siemens efter overtagelsen har øget vindmølleproducentens aktiviteter betydeligt. I foråret 2017 fusionerede virksomheden med den spanske vindmøllevirksomhed Gamesa under navnet Siemens Gamesa.

### Produkter
Siemens Wind Power har leveret følgende vindmølletyper.
- SG 8.0-167 DD
- SG 5.0-145
- SWT-3.6-107: 681 vindmøller
- SWT-3.0-101 (DD): 55 vindmøller
- SWT-2.3-101: 	1 vindmølle (ny)
- SWT-2.3-93: 	1.374 vindmøller
- SWT-2.3-82: 	633 vindmøller
- SWT-1.3-62: 	1.520 vindmøller

I alt har Siemens Windpower produceret 7.793 vindmøller med en total kapacitet på 8.813 megawatt.